# Константинова даровница
Константинова даровница (лат. Donatio Constantini) је фалсификована исправа Римокатоличке цркве у којој стоји да је римски император Константин Велики (307—337) даровао папи Силвестеру I (314—315) право на световну и духовну власт над Италијом и свим другим западноевропским земљама.
Овим документом служиле су се римске папе у средњем веку да докажу своје право да владају (види: Папска држава) над другим државама и да истакну своју световну супремацију.
Лоренцо Вала, хуманиста и папин секретар, 1440. године доказао је да је даровница фалсификат (кривотворина) који је настао у 8. веку и да је требало да оправда папске тежње на световну власт.